# Thomas Sydenham
Thomas Sydenham (eller Syndenham), född 10 september 1624 i Dorset, död 29 december 1689, engelsk läkare ibland kallad "Englands Hippokrates".
Efter studier i Oxford var han praktiserande läkare i London 1655. Sydenhem har ansetts som den hippokratiska medicinens mest betydande förnyare. Han betonade noggranna observationer som grunden för att förstå sjukdomar och ställa diagnos. Hans namn är knutet till beskrivningen av åtskilliga sjukdomar såsom scharlakansfeber, mässling, dysenteri och Sydenhams korea (en form av danssjuka). Gikt, en sjukdom av vilken han själv led, har han beskrivit i sin Tractatus de podagra et hydrope.

Opera medica

Sydenham införde ridning som ett medel vid behandling av patienter med tuberkulos. Metoden blev spridd och finns omnämnd i Francis Fullers Medicina Gymnastica från 1705.
Sydenhams samlade skrifter, Observationes Medicae, utgavs 1683.